# Praszka Wąskotorowa
Praszka Wąskotorowa – nieczynna wąskotorowa stacja kolejowa w Praszce, w województwie opolskim, w Polsce.